# Euselasia
Euselasia es un género de mariposas de la familia Riodinidae.

## Descripción y Morfología
La especie tipo es Euselasia gelaena Hübner, 1819, según designación posterior realizada por Scudder en 1875.
Las especies del género carecen de órganos androconiales.

## Diversidad
Existen 168 especies reconocidas en el género, 167 de ellas tienen distribución neotropical.

### Especies
- E. albomaculiga
- E. alcmena
- E. amblypodia
- E. amphidecta
- E. andreae
- E. angulata
- E. anica
- E. arbas
- E. archelaus
- E. artos
- E. athena
- E. attrita
- E. aurantia
- E. aurantiaca
- E. authe
- E. baucis
- E. bettina
- E. bilineata
- E. brevicauda
- E. cafusa
- E. calligramma
- E. candaria
- E. cataleuca
- E. catoleuce
- E. charilis
- E. chinguala
- E. chrysippe
- E. clesa
- E. clithra
- E. corduena
- E. crinon
- E. cucuta
- E. cyanira
- E. cyanofusa
- E. dolichos
- E. dorina
- E. eberti
- E. effima
- E. ella
- E. erilis
- E. erythraea
- E. ethemon
- E. euboea
- E. eubotes
- E. eubule
- E. eucerus
- E. eucrates
- E. eucritus
- E. eugeon
- E. euhemerus
- E. eulione
- E. eumedia
- E. eumenes
- E. eumithres
- E. eunaeus
- E. euodias
- E. euoras
- E. eupatra
- E. euphaes
- E. euploea
- E. euriteus
- E. euromus
- E. eurymachus
- E. euryone
- E. eurypus
- E. eusepus
- E. eustola
- E. eutaea
- E. eutychus
- E. extensa
- E. fabia
- E. fayneli
- E. fervida
- E. gelanor
- E. gelon
- E. geon
- E. gordios
- E. gradata
- E. gyda
- E. hahneli
- E. hieronymi
- E. hygenius
- E. hypophaea
- E. ignitus
- E. illarina
- E. inconspicua
- E. inini
- E. issoria
- E. janigena
- E. jigginsi
- E. julia
- E. kartopus
- E. labdacus
- E. leucon
- E. leucophryna
- E. licinia
- E. lisias
- E. lycaeus
- E. lysimachus
- E. manoa
- E. mapatayna
- E. marica
- E. matuta
- E. mazaca
- E. melaphaea
- E. micaela
- E. michaeli
- E. midas
- E. mirania
- E. modesta
- E. murina
- E. mutator
- E. mys
- E. mystica
- E. nauca
- E. onorata
- E. opalescens
- E. opalina
- E. opimia
- E. orba
- E. orfita
- E. orion
- E. palla
- E. pance
- E. parca
- E. pellonia
- E. pellos
- E. pelor
- E. perisama
- E. phedica
- E. phelina
- E. pillaca
- E. pontasis
- E. portentosa
- E. praecipua
- E. praeclara
- E. procula
- E. pseudomys
- E. pullata
- E. pusilla
- E. rasonea
- E. rava
- E. regipennis
- E. rhodogyne
- E. rhodon
- E. rubrocilia
- E. rufomarginata
- E. saulina
- E. scotinosa
- E. seitzi
- E. serapis
- E. sergia
- E. subargentea
- E. tarinta
- E. teleclus
- E. thaumata
- E. thucydides
- E. thusnelda
- E. toppini
- E. uria
- E. urites
- E. utica
- E. uzita
- E. venezolana
- E. violacea
- E. violetta
- E. zara
- E. zena

## Plantas hospederas
Las especies del género Euselasia se alimentan de plantas de las familias Myrtaceae, Fabaceae, Sapindaceae, Clusiaceae, Melastomataceae, Euphorbiaceae, Sapotaceae, Vochysiaceae. Las plantas hospederas reportadas incluyen los géneros Eucalyptus, Eugenia, Psidium, Cupania, Clusia, Mammea, Miconia, Marila, Conostegia, Ossaea, Calyptranthes, Hieronima, Pouteria, Vochysia.